# Gonzalo Colsa
Gonzalo Colsa Albendea (Ramales de la Victoria, 11 mei 1977) is een Spaans profvoetballer. Sinds 2006 speelt hij als middenvelder bij Racing de Santander.

## Clubvoetbal
Colsa begon als voetballer bij het tweede elftal van Racing de Santander in 1996. Op 22 februari 1998 debuteerde hij in de Primera División voor het eerste elftal tegen RCD Mallorca. In het seizoen 1998/1999 speelde de middenvelder op huurbasis bij CD Logroñés. Vervolgens speelde hij van 1999 tot 2001 bij Racing de Santander. In het seizoen 2001/2002 stond Colsa onder contract bij Atlético Madrid, waarmee hij in 2002 als kampioen van de Segunda División A promoveerde naar de Primera División. Na periodes bij Real Valladolid (2002/2003), RCD Mallorca (2003/2004) en nogmaals Atlético Madrid (2004-2006), keerde Colsa in 2006 terug bij Racing de Santander.
- 1996-1998: Racing B
- 1998-1999: CD Logroñés
- 1999-2001: Racing de Santander
- 2001-2002: Atlético Madrid
- 2002-2003: Real Valladolid
- 2003-2004: RCD Mallorca
- 2004-2006: Atlético Madrid
- 2006-heden: Racing de Santander

## Nationaal elftal
Colsa behoorde tot de Spaanse selectie die in 1999 in Nigeria het Wereldkampioenschap Onder-20 won.